# ウィトルウィウス的人体図
『ウィトルウィウス的人体図』（ウィトルウィウスてきじんたいず、羅: Homo Vitruvianus、伊: Uomo vitruviano）は、レオナルド・ダ・ヴィンチが1485 - 1490年頃に描いたドローイングである 。
古代ローマ時代の建築家ウィトルウィウスの『建築について』（以下、『建築論』）の記述をもとに、制作がなされた。紙にペンとインクで描かれており、両手脚が異なる位置で男性の裸体が重ねられ、外周に描かれた真円と正方形とに男性の手脚が内接しているという構図となっている。
このドローイングは、「プロポーションの法則 (Canon of Proportions)」あるいは「人体の調和 (Proportions of Man)」と呼ばれることがある。
ヴェネツィアのアカデミア美術館所蔵だが常設展示はされておらず、同美術館所蔵の他の紙に描かれた作品同様に時折展示されるのみである。

## 歴史
ウィトルウィウスの著作『建築論』は、アルベルティをはじめルネサンス期の建築家に大きな影響を与えた。『建築論』第3巻には、神殿建築は人体と同様に調和したものであるべきという記述があり、レオナルドと交流のあったフランチェスコ・ディ・ジョルジョ・マルティーニの建築書（手稿）の中にもウィトルウィウス的人体図が描かれている。
レオナルド以外にもウィトルウィウスの記述をもとにした作品を残した画家はいるが、今日、レオナルドの作品が最もよく知られている。

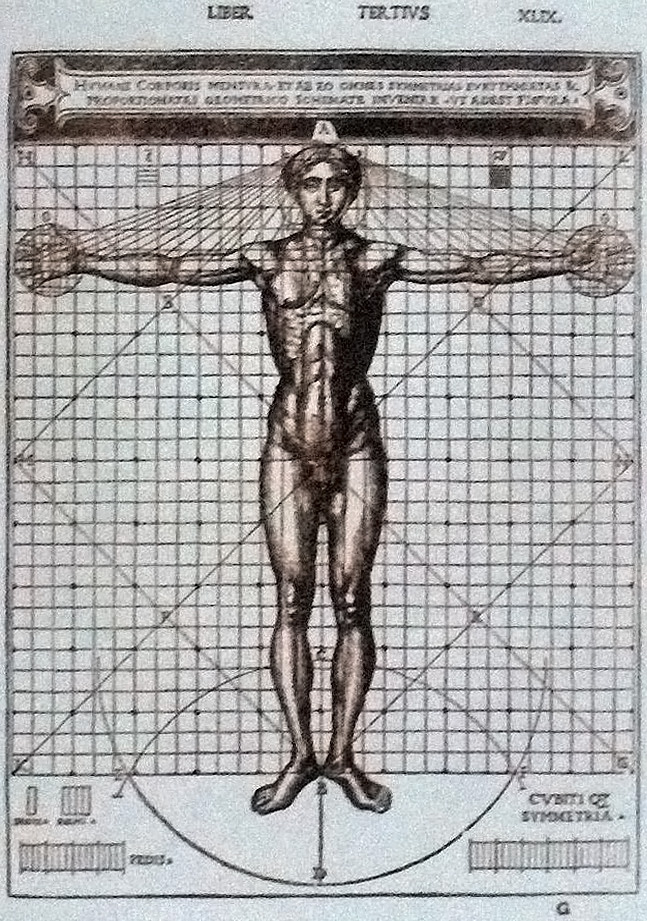
チェーザレ・チェザリアーノ版の「建築論」に掲載されている「ウィトルウィウス的人体図 (1521年)

ルネサンス期のウィトルウィウス的人体図としては以下のものが知られている。
- チェーザレ・チェザリアーノ（イタリア語版、英語版）の「建築論」- 建築理論家、1521年にウィトルウィウスの「建築論」を出版
- アルブレヒト・デューラー の「人体均衡論四書 (Vier Bücher von menschlicher Proportion)」（1528年）- 画家、版画家
- ピエトロ・カタネオ（カッターネオ）（イタリア語版、英語版）（1554年）- 建築家

レオナルドによるドローイングはルネサンス期の芸術と科学との融和を、またレオナルドが人体比率に強い関心を持っていたことを端的に示すものである。さらにこの作品は人と自然との融合というレオナルドの試みの基礎となる象徴的な作品といえる。
オンライン版『ブリタニカ百科事典』によると「ダ・ヴィンチは自身の解剖学の知識をもとに人体図を構想し、『ウィトルウィウス的人体図』を古代ギリシアの世界観における雛形のコスモグラフィアとして描いた」としている。
レオナルドは人体の機能は宇宙の動きと関連していると信じていた。また、このドローイングに描かれている正方形は物質的な存在を象徴し、真円は精神的な存在を象徴しているという見解もある。レオナルドはこれら二つの図形と人体との融合を表現しようとしたのである。
このドローイングが描かれている手稿には鏡文字で「ウィトルウィウスの著作に従って描いた男性人体図の習作である。ウィトルウィウスが提唱した理論を表現した」と書かれている。
- 掌は指4本の幅と等しい
- 足の長さは掌の幅の4倍と等しい
- 肘から指先の長さは掌の幅の6倍と等しい
- 2歩は肘から指先の長さの4倍と等しい
- 身長は肘から指先の長さの4倍と等しい（掌の幅の24倍）
- 腕を横に広げた長さは身長と等しい
- 髪の生え際から顎の先までの長さは身長の1/10と等しい
- 頭頂から顎の先までの長さは身長の1/8と等しい
- 首の付け根から髪の生え際までの長さは身長の1/6と等しい
- 肩幅は身長の1/4と等しい
- 胸の中心から頭頂までの長さは身長の1/4と等しい
- 肘から指先までの長さは身長の1/4と等しい
- 肘から脇までの長さは身長の1/8と等しい
- 手の長さは身長の1/8と等しい
- 顎から鼻までの長さは頭部の1/3と等しい
- 髪の生え際から眉までの長さは頭部の1/3と等しい
- 耳の長さは顔の1/3と等しい
- 足の長さは身長の1/6と等しい

レオナルドはウィトルウィウスの著作『建築論』の第3巻1章2節から3節の内容を視覚化している。
古典主義の対概念であるロマン主義とともに始まった多角的な考察は、人体の比率に普遍的なものなどは存在しないことを明確にしている。人体測定学は、人体がそれぞれ異なったものであることの説明を目的として発展した学術分野である。ウィトルウィウスの人体に対する考察は、あくまでも「平均的」なものであるとすれば、理解することは可能であろう。ウィトルウィウスはへそを中心とすることによって人体の比率に正確な数学的定義付けを試みたが、この定義には問題がある。人体の中心（重心）は四肢の位置によって変化し、起立した状態では通常へそよりも10センチほど下にあり、腰骨のあたりとなる。
レオナルドのドローイングは、古代に書かれたウィトルウィウスの著作を、彼独自の人体に対する観察で昇華したものであることに留意する必要がある。描かれている真円ではへそを中心としているが、正方形はへそを中心としておらず、解剖学的に見て正しい。この相違はレオナルドが芸術にもたらした数多い革新的な要素の一つであり、それまでの絵画とこの作品との違いを決定的にしている。描かれている指先は、ウィトルウィウスの著作のそれよりも高く頭頂部と同じ位置にあり、へそを通る腕が形作るラインはより低い角度となっている。
このドローイングは（後に）18世紀のイタリア人画家・美術著述者のジュゼッペ・ボッシの所有となった。ボッシは1810年に『最後の晩餐』などを主題とする論文The Last Supper, Del Cenacolo di Leonardo Da Vinci libri quattroを執筆した。1811年、この論文から『ウィトルウィウス的人体図』に関する部分を抜粋し、友人のイタリア人彫刻家アントニオ・カノーヴァへの献辞を添えたDelle opinioni di Leonardo da Vinci intorno alla simmetria de'Corpi Umaniを出版した。ボッシが死去した1815年、アカデミア美術館が、ボッシの描いたイラストとともに『ウィトルウィウス的人体図』の手稿を入手した。

## 後世への影響
『ウィトルウィウス的人体図』は医学に関するシンボルとして用いられるようになり、多くの医学関連企業がこのドローイングをシンボルとしている。また皮肉なことに似非医学や健康食品などのシンボルとしても用いられている。アメリカ、サウジアラビア、インド、ドイツでは『ウィトルウィウス的人体図』が医療の専門技術のシンボルとして広く受け入れられている。
ウィトルウィウスが提唱したこの人体比率は現在でも世界中でもっとも引用、再現されているイメージの一つとなっており、多くの芸術家が独自の「ウィトルウィウス的人体図」を作品にしている。
- ウィリアム・ブレイクの「アルビオンの踊り（英語版）」（1795年）- 画家・版画家・詩人、大江健三郎の講談社文庫版『新しい人よ眼ざめよ』の表紙にもなっている[8]
- スーザン・ドロテア・ホワイト（英語版）の『ウィトルウィウス的人体図』を女性に置き換えた「Sex Change for Vitruvian Man」（2005年）- 画家、彫刻家、版画家

『ウィトルウィウス的人体図』は医学関係だけではなく、様々なメディアにシンボルとして用いられている。
- イタリアの政治家カルロ・アツェリオ・チャンピは、国庫相在任当時に「万物の度量衡として」このドローイングをイタリアの1ユーロ硬貨のデザインに採用した。
- MacOSのアクセシビリティを保証するアイコンに用いられている[9]。
- GNOMEのデスクトップインターフェースに採用されている。
- NTTドコモのクレジット決済サービス「iD」の初代ロゴマークに採用されていた[10]。

また、シンボルとして採用される際に人体は他の生物、ロボットなど、用途に応じて様々に加工されることがある。

現代で使用されている『ウィトルウィウス的人体図』の例
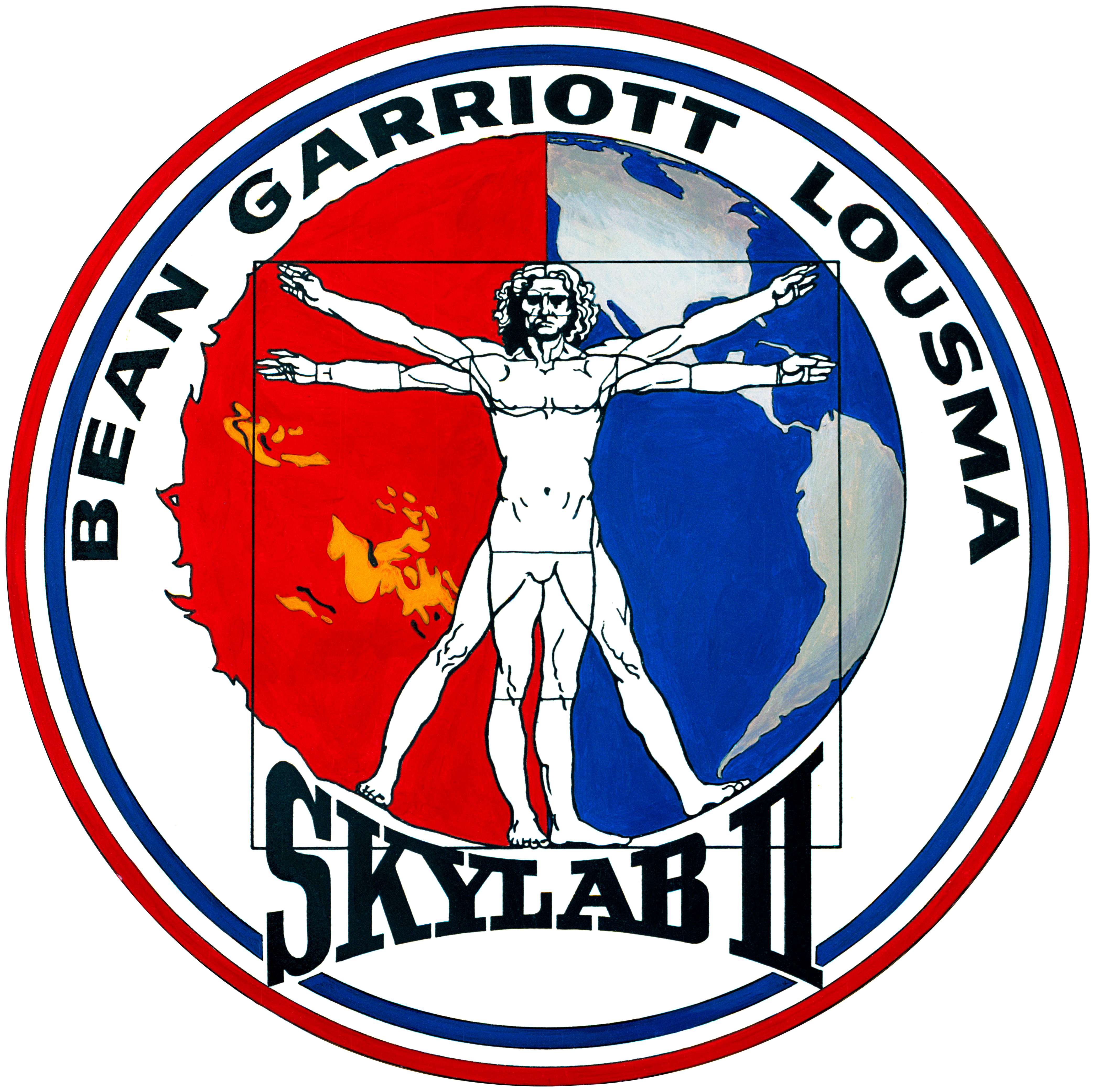
スカイラブ3のエンブレムで、背景に地球と太陽がデザインされている
Gnome のデスクトップアイコン
KNOPPIXのロゴ

2017年7月30日、ワンダーフェスティバル会場にて、グッドスマイルカンパニーとマックスファクトリーが本人体図を3D可動フィギュアとして立体化し、『figma ウィトルウィウス的人体図』として2018年1月発売と発表された。本人体図はこれまで立体化されたことがないため、この立体化は世界初の立体化となる。